# Trdnina
Trdnína (oznaka S), tudi trdna snov, je snov v trdem agregatnem stanju, ki zavzema stalno prostornino z določeno obliko. Gradniki trdne snovi (atomi, molekule) so med seboj trdno povezani z elektromagnetno indukcijo. Atomi so razporejeni v kristalno mrežo z urejeno zgradbo) zato se trdna telesa upirajo spremembi oblike. Pri segrevanju se trdnina spremeni v kapljevino. Pri nekaterih snoveh, kot sta na primer jod in suhi led (ogljikov dioksid), pa neposredno preide v plin. Ta pojav imenujemo sublimacija.
Klasifikacija trdne snovi – glede na geometrijsko pravilnost mreže:
1. amorfne snovi – red kratkega dosega, na veliki razdalji se vzorec ne ponavlja.
2. kristali – vsebujejo red kratkega in dolgega dosega, vzorčna celica se ponavlja tudi na velikih razdaljah. Vedno pa so prisotna odstopanja od pravilnosti t.i. defekti,[1][2][3] ki so lahko:
  - točkovni (0-D)
  - linijski (1-D)
  - površinski (2-D)
  - prostorninski (3-D)[4][5]